# 제47회 금마장
제47회 금마장은 2010년 11월 3일에 열린 시상식이다.

## 수상 및 후보

### 장편영화상
- 사랑이 찾아 올 때 - 장초치 수상

### 단편영화상
- 마가바하이 - 패트릭 투 수상

### 다큐멘터리상
- Hip-Hop Storm - SU Che-hsien 수상

### 감독상
- 네 번째 초상화 - 청몽홍 수상

### 남우주연상
- 맹갑 - 원경천 수상

### 여우주연상
- City Monkey - Lv Li-Ping 수상

### 남우조연상
- 천국에서의 일주일 - Peng-Fon Wu 수상

### 여우조연상
- 네 번째 초상화 - 학뢰 수상

### 신인감독상
- 피노이 선데이 - 위 딩 호 수상

### 신인배우상
- 줄리엣의 선택 - 허우 치얀 수상

### 각본상
- 판결 - 지에 리우 수상

### 각색상
- 천국에서의 일주일 - 이세이 리우 수상

### 촬영상
- 사랑이 찾아 올 때 - Chang chan 수상

### 편집상
- 스프링 피버 - Robin WENG 외 2명 수상

### 액션감독상
- 엽문 2 - 홍금보 수상

### 예술감독상
- 사랑이 찾아 올 때 - Peng Weimin 수상

### 영화음악상
- 스프링 피버 - Peyman Yazdanian 수상

### 주제가상
- 타이페이 카페 스토리 - 뇌광하 수상

### 분장/의상디자인상
- 8인: 최후의 결사단 - 오리로 수상

### 시각효과상
- 적인걸: 측천무후의 비밀 - 서극 수상

### 음향효과상
- 맹갑 - Duu-Chih Tu 수상

### 관객상
- 네 번째 초상화 - 청몽홍 수상

### 영화제작자상
- 맹갑 - 유승택 수상

### 평생공로상
- 수리공 수상

### 특별공헌상
Sun Yueh 수상

### 상영작
- 승리 - 마르코 벨로치오
- 그을린 - 드니 빌뇌브
- 시 - 이창동
- 안젤리카의 이상한 사건 - 마뇰 드 올리베이라
- 샹트라파 - 오타르 이오셀리아니
- 다 괜찮을 거야 - 크리스토퍼 부
- 카와사키의 장미 - 얀 흐르베이크
- 서브마리노 - 토마스 빈터베르그
- 13인의 자객 - 미이케 다카시
- 코코로 - 토니 갓리프
- 작은 산 주변에서 - 자크 리베트
- 서바이빙 라이프 - 얀 슈반크마이에르
- 증명서 - 압바스 키아로스타미
- 루트 아이리쉬 - 켄 로치
- 러브 크라임 - 알랭 코르노
- 롤라 - 브리얀테 멘도사
- 크래쉬 - 페페 디옥노
- Ante(Karera) - Adolfo Alix Jr.
- 연 - 아누락 바수
- 세 얼간이 - 라지쿠마르 히라니
- 더 폴링 - 아누샤 리즈비
- Kaminey: The Scoundrels - Vishal Bharadwaj
- 라아반 - 마니 라트남
- 담배연기 속에 피는 사랑 - 펑하오샹
- 동풍파 - 얀얀 막
- 타뢰대 - 정사걸 외 1명
- 상상하하 - 허안화
- 전도 - 맥희인
- 인간희극 - 진경가 외 1명
- 사랑의 화법 - 증국상
- The Long Goodbye - YANG Li-Chou
- Horse With No Name - KO Chen-Nien
- Rehearsal - YANG Ya-Che
- Action - CHEN Wei-Ling
- Hockey Go! - CHANG Jong-Ji
- Wonderful Day - HSU Fu-Hsiang
- Crossing The sentiMENtal Desert - CHANG Temg-Yuan
- The Blackout Village - WANG Wei-Jen
- Scumbag, Pervert, and the Girl in Between - CHEN Bruce Hwang
- Kanakanavu Await - MAYAW 외 1명
- Taivalu - HUANG Hsin-Yao
- Afterwards - CHANG Yung-Ming
- 김복남 살인사건의 전말 - 장철수
- 사이러스 - 제이 듀플래스 외 1명
- 블레시드 - 아나 코키노스
- Just Between Us - Rajko Grlic
- 아벨 - 디에고 루나
- 더 디스펜서블 - 안드레아스 아른스테트
- 비 슈어 투 쉐어 - 소노 시온
- 완전한 가족 - 이마이즈미 코우이치
- 나쁜 가족 - 알렉시 살멘페레
- 모기장 - 아구스티 빌라
- 절규하는 남자 - 마하마트 살레 하룬
- 7 데이즈 - 다니엘 그로우
- 악인 - 이상일
- The Executioner - CHOI Jin-Ho
- 레드 힐 - 패트릭 휴즈
- 샤하다 - 부란 쿠바니
- 불법 - 올리비에 마세-드파스
- 윈터스 본 - 데브라 그래닉
- 미 투 - 안토니오 나아로 외 1명
- 플랑드르의 아기 예수 - 구스트 판 덴 베르게
- 숨 - 함경록
- 약간은 신사 - 한스 페터 몰란트
- 비셔스 카인드 - 리 톨랜드 크리거
- 우주의 역사 - 아노차 수위차콘퐁
- 겟 로우 - 아론 슈나이더
- 프랑켄슈타인 프로젝트 - 코르넬 문드럭초
- Friendship! - Markus Goller
- 카이로 타임 - 루바 나다
- 조용한 영혼들
- 알 유 데어 - 다비드 베어벡
- 남극의 쉐프 - 오키타 슈이치
- 낫씽 퍼스널 - 우줄라 안토니악
- 알라마르 - 페드로 곤잘레즈-루비오
- 투 게이츠 오브 슬립 - 앨리스테어 뱅스 그리핀
- 맘무스 - 구스타브 드 케르베른 외 1명
- 태양의 반점 - 양 헝
- 휘파람을 불고 싶다 - 플로린 세르반
- 더 키드 - 닉 모란
- 겨울방학 - 리홍치
- 더 트로츠키 - 제이콥 티에니
- 당신이 보지 못하는 것 - 울프강 피셔
- 미스터 탬버린맨 - 에스미르 필로
- 라이트 아웃 - 파브리스 고베르
- 혼돈의 봄 - 카텔 퀼레베레
- 밴드 명: 올 댓 아이 러브 - 야첵 보르추흐
- Lily Sometimes - Fabienne Berthaud
- The Tree - Julie Bertuccelli
- 무엇보다 먼저인 삶 - 올리버 슈미츠
- 영 걸스 인 블랙 - 장 폴 시베락
- Sweet Evil - Olivier Coussemacq
- 인비저블 아이 - 디에고 레만
- 두 명의 뒤마 - 사피 네부
- 아이 엠 러브 - 루카 구아다그니노
- 립 이어 - 마이클 로위
- 하하하 - 홍상수
- 네버 렛 미 고 - 마크 로마넥
- 퍼머넌트 노바라 - 요시다 다이하치
- 질투 - 패트릭 디머스
- 카란초 - 파블로 트라페로
- Vengeance Can Wait - Masanori Tominaga
- Stricken - Reinout Oerlemans
- 10월 - 다니엘 베가 외 1명
- 에브리바디 올라잇 - 리사 촐로덴코
- 굿 바이 - 옌 탠
- Soundless Wind Chime - Wing Kit Hung
- 룸 인 로마 - 훌리오 메뎀
- 아웃레이지 - 커비 딕
- 벤다 빌리리! - 리노드 바렛 외 1명
- 화이트 스트라입 - 에밋 말로이
- Rufus Wainwright : Prima Donna - George Scott
- Mogwai : Burning - Vincent Moon 외 1명
- A Skin, A Night - Vincent Moon
- 오일 시티 컨피덴셜 - 줄리엔 템플
- 조 스트럼머 - 줄리엔 템플
- 섹스 피스톨의 전설 - 줄리엔 템플
- 하울 - 롭 엡스타인
- 엑시트 스루 더 기프트 샵 - 뱅크시
- 피아노매니아 - 로버트 시비스 외 1명
- 휴 헤프너 - 브리짓 버맨
- 라 댄스: 더 파리 오페라 발레 - 프레더릭 와이즈먼
- 뷰티 달링 - 제임스 라신
- Gilles Jacob: CIitizen Cannes - Serge Le Peron
- 스매시 히스 카메라 - 레온 게스트
- ...But Film is My Mistress - Stig Bjorkman
- 조지 루카스: 이 사람을 고발합니다 - 알렉상드르 오 필립
- 카메라맨: 잭 카디프의 삶과 일 - 크레이그 맥콜
- Nyman in Progress - Silvia Beck
- Confucius - Mu Fei
- 트리스타나 - 루이스 부뉴엘
- 샤이닝 - 스탠리 큐브릭
- 아프리카의 여왕 - 존 휴스턴
- 분홍신 - 에머릭 프레스버거 외 1명
- 블랙 헤븐 - 질스 마챈드
- 위 알 왓 위 알 - 호르헤 미첼 그라우
- 루버 - 쿠엔틴 듀피욱스
- 해골을 청소해 드립니다 - 닉 휘트필드
- Master Key - Patrice Sauve
- 투 아이즈 - 엘버트 반 스트리엔
- 스콧 필그림 Vs. 더 월드 - 에드가 라이트
- 채트룸 - 나카다 히데오
- 일루저니스트 - 실뱅 쇼메
- 엘로노르의 비밀 - 도미니크 몬페리
- 우주쇼에 어서오세요 - 마스나리 코지
- 우리집 강아지 튤립 - 폴 피어링어 외 1명
- 가시나무 왕 - 카타야마 카즈요시
- 메트로피아 - 타릭 살레
- 블록 - 마리알리 리바스
- Who's Bleeding? - Jessica Laure
- Little Angel - Suzi Jowsey Featherstone
- Musen - Pil Maria Gunnarsson
- 하찮은 씨의 마술쇼 - 마이클 힐
- 더 케이지 - 아드리안 시타루
- 디퍼 댄 예스터데이 - 아리엘 클레이만
- El Empleo - 산티아고 그라소
- Vasco - Sebastien Laudenbach
- 투실라고 - 요나스 오델
- 토드와 토드 - 니키 린드로트 본 바르
- 매리 라스트 씬 - T. 숀 더킨
- 더 로스트 씽 - 앤드류 루히만 외 1명
- The Bellies - Philippe Grammaticopoulos
- 사랑과 절도 - 안드레아스 히카데
- 나이트 메이어 - 가이 매딘
- 로고라마 - 프랑소와 알로 외 2명
- 스탠리 피클 - 빅토리아 마더
- 아이돌 몬스터 - 장 클로드 로젝
- 투 스왈로우 어 토드 - Jurgis Krasons
- Horn Dog - Bill Plympton
- 더럽힐테다! - 지프위 보도에
- Savage - Paul Cabon
- 닭장 - 엘레나 포마레스
- 핸드 소프 - 오야마 케이
- Blind Date - Nigel Davies
- Fly - Alan Short
- Love Mouse - HIDAKA Shinsaku
- 더 보이 후 원티드 투 비 어 라이온 - 알로이스 디 레오
- 휘파람 불기 - 시리 멜키아
- 햄버거가 될 뻔한 젖소 - 빌 플림튼
- 애니웨어 아웃 오브 더 월드 - 빈센트 카르도나
- 장-프랑소와 - 톰 호고맷 외 1명
- 베릭 - 다니엘 보르그만
- Milllhaven - Bartek Kulas
- 더 테러블 씽 오브 알파-9! - 제이크 암스트롱
- Fishes - Jean Malek
- 개 이야기 - 세르쥬 아베디키안
- About One Bird - Olga Kudryavtseva
- A Silent Child - Jesper Klevenas
- Vostok Station - Dylan Pharazyn
- 샤도우스 오브 사일런스 - 프라디판 라벤드란
- 아트 오브 드로우닝 - 디에고 맥클린
- Lipsett Diaries - Theodore Ushev
- Very Nice, Very Nice - Arthur Lipsett
- 21-87 - Arthur Lipsett
- N-Zone - Arthur Lipsett
- 파프리카 - 곤 사토시
- 크리스마스에 기적을 만날 확률 - 곤 사토시
- 천년여우 - 곤 사토시
- 퍼펙트 블루 - 곤 사토시
- 엉클 분미 - 아피찻퐁 위라세타쿤
- 징후와 세기 - 아피찻퐁 위라세타쿤
- 비밀요원 철고양이의 모험 - 아피찻퐁 위라세타쿤
- 친애하는 당신 - 아피찻퐁 위라세타쿤
- 열대병 - 아피찻퐁 위라세타쿤
- 정오의 낯선 물체 - 아피찻퐁 위라세타쿤
- 사자 자리 - 에릭 로메르
- 내 친구의 남자 친구 - 에릭 로메르
- 녹색 광선 - 에릭 로메르
- 만월의 밤 - 에릭 로메르
- 해변의 폴린느 - 에릭 로메르
- 아름다운 결혼 - 에릭 로메르
- 비행사의 아내 - 에릭 로메르
- 오후의 사랑 - 에릭 로메르
- 클레르의 무릎 - 에릭 로메르
- 모드의 집에서 하룻밤 - 에릭 로메르
- 여성 수집가 - 에릭 로메르
- 수잔느의 경력 - 에릭 로메르
- 몽소 빵집 - 에릭 로메르
- 셜록 2세 - 버스터 키튼
- 제너럴 - 버스터 키튼
- 전문학교 - 버스터 키튼
- 마침내 안전! - 프레드 C. 뉴마이어 외 1명
- Girl Shy - Fred C. Newmeyer
- 신입생 - 프레드 C. 뉴마이어 외 1명
- 무관 - 유가량
- Shaolin Prince - Chia Tang
- 협녀 - 호금전
- 귀타귀 - 홍금보
- 기문둔갑 - 원화평
- 방세옥 2 - 대도무문 - 원규
- 동방불패 - 정소동
- 신투첩영 - 진덕삼
- 폴리스 스토리 - 성룡
- 폴리스 스토리 3 - 초급경찰 - 성룡
- Create Something - Kilasme WU
- E. SHA Age - Waro HSUEH
- 단원 - 왕취엔안
- 나의 몽골 어머니 - 닝 차이
- 유다리아일호 - 펑하오샹
- 웰컴 투 샤마타운 - 이울연
- 어느 날 - 허우 치얀
- Deep in the Clouds - Liu Jie
- 크로싱 헤네시 - 안서
- 연애통고 - 왕리홍
- 대지진 - 펑샤오강
- Buddha Mountain - LI Yu
- A Piece Of Cake - WU De-Chuen
- Crimson Jade - CHEUNG King-Wai
- A Suspended Moment - CHAN Kai-Ti